# Ozodes multituberculatus
Ozodes multituberculatus là một loài bọ cánh cứng trong họ Cerambycidae.